# Synagoge (Horb am Main)

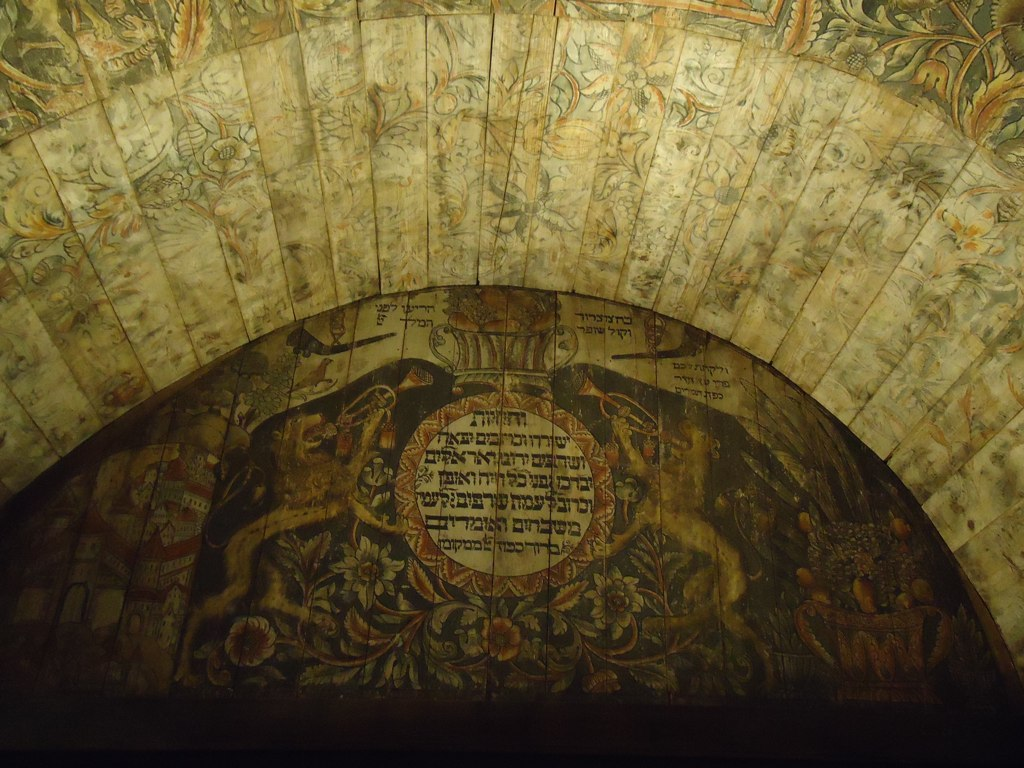
Wandmalerei mit Inschrift

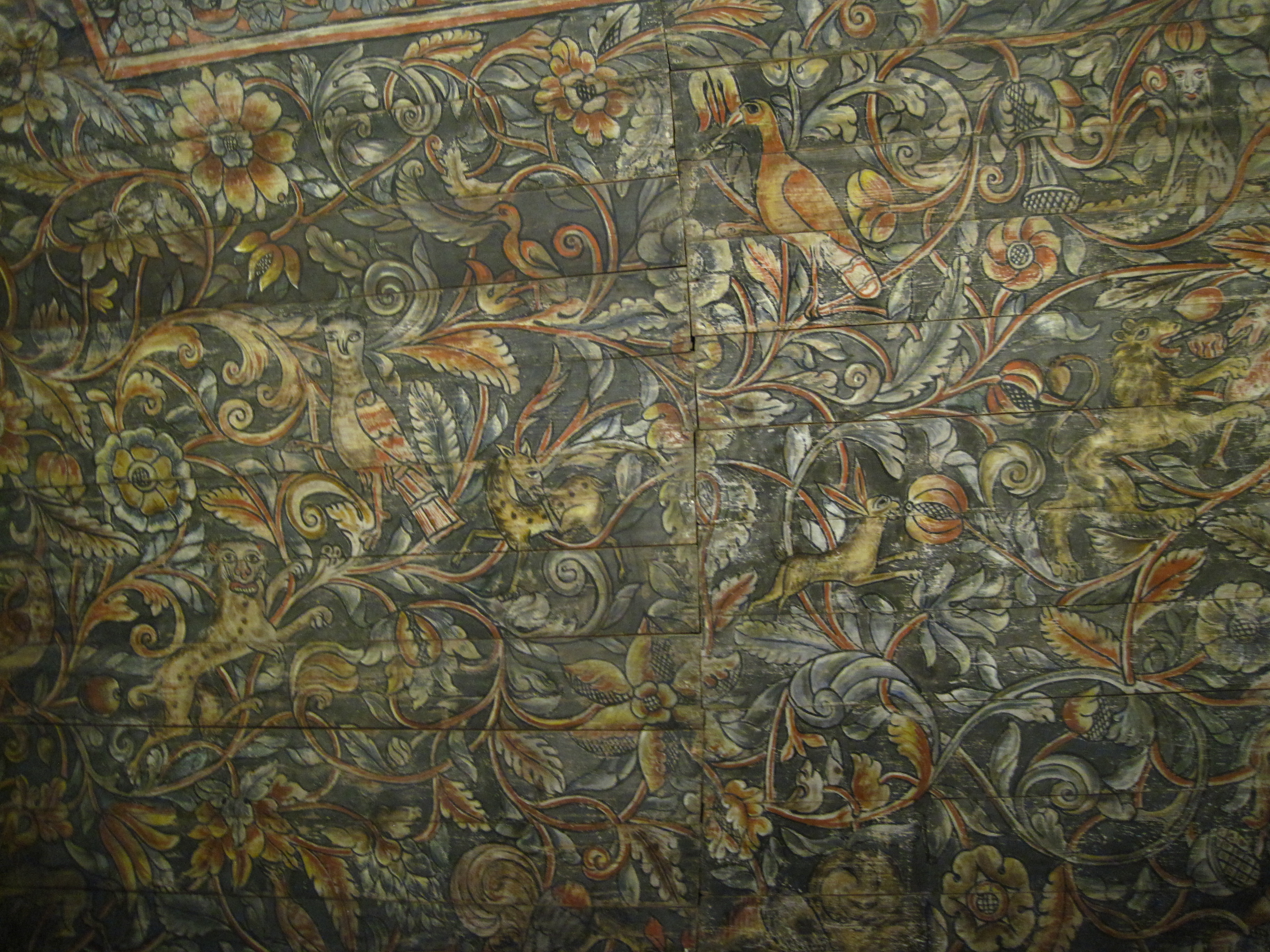
Tierdarstellungen

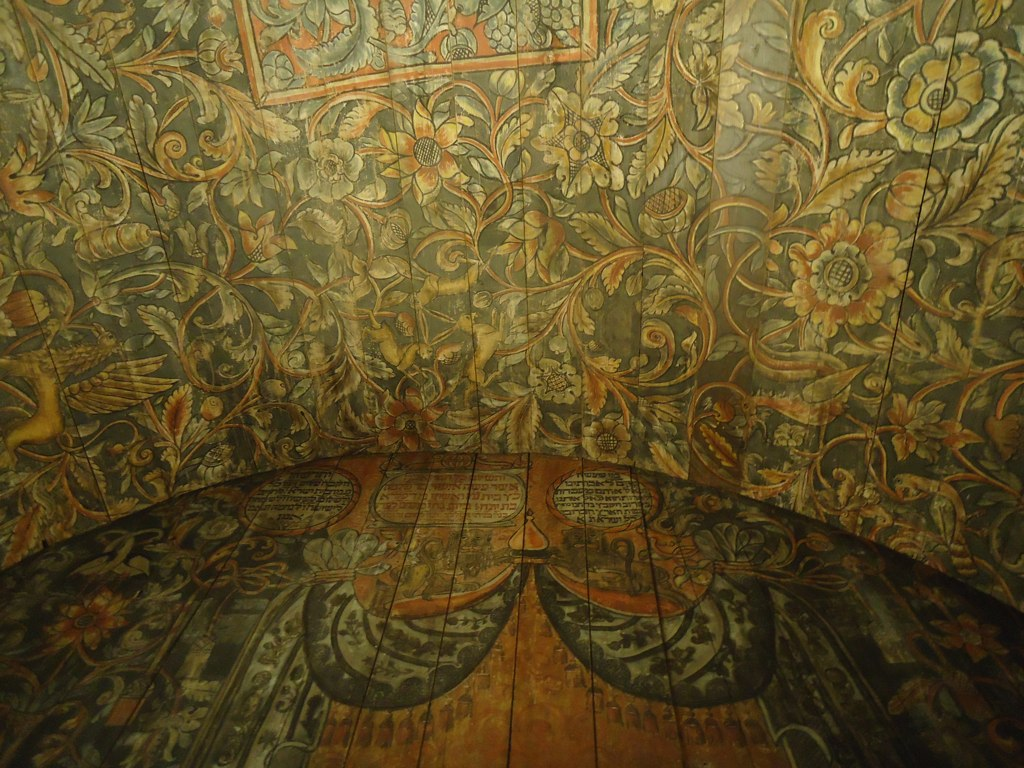
Pflanzendarstellungen

Die Synagoge in Horb am Main, einem Ortsteil von Marktzeuln im oberfränkischen Landkreis Lichtenfels in Bayern, wurde vermutlich Anfang des 18. Jahrhunderts errichtet.

## Geschichte
Die Horber Synagoge ist spätestens um 1730 im Obergeschoss eines Fachwerkhauses eingerichtet worden. Im Jahr 1864 wurde das Synagogengebäude an eine Brauerei verkauft, nachdem die jüdische Gemeinde durch Wegzug ihrer Mitglieder so klein geworden war, dass keine Gottesdienste (siehe Minjan) mehr abgehalten werden konnten. Danach wurde das Gebäude mehrere Jahrzehnte als Lager genutzt.
Im Jahr 1909 entdeckte Pfarrer Heinrich Pöhlmann aus Küps die ehemalige Synagoge wieder. Er bemühte sich um die Rettung dieses kunstgeschichtlich wertvollen Kleinodes.  Mit Hilfe der Rabbiner Adolf Eckstein aus Bamberg und Eduard Gotein aus Burgkunstadt konnte der Abbruch des Gebäudes verhindert werden. Der Kommerzienrat Max Gutmann aus Bamberg erwarb die Ausstattung und schenkte sie am 1. Dezember 1913 der Gemäldesammlung der Stadt Bamberg. Einige der bemalten Holzteile wurden im Treppenaufgang der Gemäldegalerie aufgestellt, alles Übrige wurde eingelagert.
In den 1960er Jahren wurde beschlossen, das Original als Dauerleihgabe dem Israel-Museum in Jerusalem zur Verfügung zu stellen und im Historischen Museum in Bamberg ein Modell der ehemaligen Synagoge zu zeigen.
Nicht alle Teile sind erhalten, es fehlt z. B. der Raum der Frauensynagoge mit dem Holzgitter. 1968 wurde im Israel-Museum ein eigener Raum für die Horber Synagoge gestaltet.

## Ausmalung durch Eliezer Sussmann
Die Synagoge in Horb ist berühmt durch die in den Jahren 1733 bis 1735 durch Eliezer Sussmann, Sohn des Kantors Schlomo Katz aus Brody, angefertigten Wandmalereien, die seit 1968 im Israel-Museum in Jerusalem zu besichtigen sind. Am 6. August 1735 hatte Eliezer Sussmann seine Arbeit beendet. Im mittleren Medaillon an der Ostwand des Betsaales hinterließ er die Inschrift: „Und es ist beendet alle Arbeit, die getan hat Elieser, Sohn des Schlomo Katz, im Gotteshaus. Und seine Frau Rela, die Tochter des Jona. Am dritten Tage des Monats Aw im Jahr 495“.